# Дрежник (Костел)
Дрежник (словен. Drežnik) — поселення в общині Костел, регіон Південно-Східна Словенія, Словенія. Висота над рівнем моря: 560,4 м.